# Liste der Biografien/Ano
Liste der Biografien |
Portal Biografien |
Personensuche
# |
A |
B |
C |
D |
E |
F |
G |
H |
I |
J |
K |
L |
M |
N |
O |
P |
Q |
R |
S |
T |
U |
V |
W |
X |
Y |
Z |
?
 
Aa |
Ab |
Ac |
Ad |
Ae |
Af |
Ag |
Ah |
Ai |
Aj |
Ak |
Al |
Am |
An |
Ao |
Ap |
Aq |
Ar |
As |
At |
Au |
Av |
Aw |
Ax |
Ay |
Az
 
Ana–Anc |
And |
Ane |
Anf |
Ang |
Anh |
Ani |
Anj |
Ank |
Anl |
Anm |
Ann |
Ano |
Anp |
Anq |
Anr |
Ans |
Ant–Anz
Die Liste der Biografien führt alle Personen auf, die in der deutschsprachigen Wikipedia einen Artikel haben. Dieses ist eine Teilliste mit 50 Einträgen von Personen, deren Namen mit den Buchstaben „Ano“ beginnt.

## Ano
- Ano, Mahiro (* 2003), japanischer Fußballspieler
- Añó, Núria (* 1973), katalanische Schriftstellerin

### Anoa
- Anoaʻi, Afa (1942–2024), samoanischer Wrestler, Wrestlingtrainer und Promoter
- Anoa'i, Sika (1945–2024), amerikanischer samoanischer Profi-Wrestler
- Anoatubby, Bill (* 1945), US-amerikanischer Indianer, Gouverneur der Chickasaw-Nation

### Anob
- Anob, Arsakide

### Anoc
- Anochin, Andrei Wiktorowitsch (1869–1931), russischer Ethnograph, Musikwissenschaftler und Komponist
- Anochin, Pjotr Kusmitsch (1898–1974), russischer Neurophysiologe und Hochschullehrer
- Anochin, Sergei Nikolajewitsch (1910–1986), sowjetischer Testpilot
- Anochin, Wassili Nikolajewitsch (* 1983), russischer Regierungsbeamter

### Anod
- Anodina, Tatjana Grigorjewna (* 1939), sowjetisch-russische Luftfahrtingenieurin

### Anof
- Anoff, Blankson (* 2001), ghanaischer Fußballspieler
- Anofrijew, Oleg Andrejewitsch (1930–2018), russischer Schauspieler

### Anoh
- Anohhin, Maksim (* 1995), estnischer Eishockeyspieler

### Anok
- Anok, Peter, sudanesischer Boxer
- Anoki (* 1994), deutscher Sänger und Rapper
- Anokina, Ljudmila Grigorjewna (1920–2012), sowjetische Speerwerferin
- Anokye, Gabriel Justice Yaw (* 1960), ghanaischer Geistlicher, Erzbischof von Kumasi
- Anokyewaa, Akua (* 1984), ghanaische Fußballspielerin

### Anol
- Anolikas, Isakas (1903–1943), litauischer Radrennfahrer, ermordet vom NS-Regime

### Anom
- Anomäus, Matthias († 1614), deutscher Pädagoge, Mathematiker und Mediziner

### Anon
- Anon Amornlerdsak (* 1997), thailändischer Fußballspieler
- Anon Boonsukco (* 1978), thailändischer Fußballspieler
- Anon Samakorn (* 1998), thailändischer Fußballspieler
- Anon Sangsanoi (* 1984), thailändischer Fußballspieler
- Añón, Manuel (* 1992), spanischer Springreiter
- Anonam, Orosco (* 1979), nigerianisch-maltesischer Fußballspieler
- Anonimo Magliabechiano, italienischer Autor
- Añonma, Genoveva (* 1989), äquatorialguineische FußballspielerinGenoveva Añonma (* 1989)

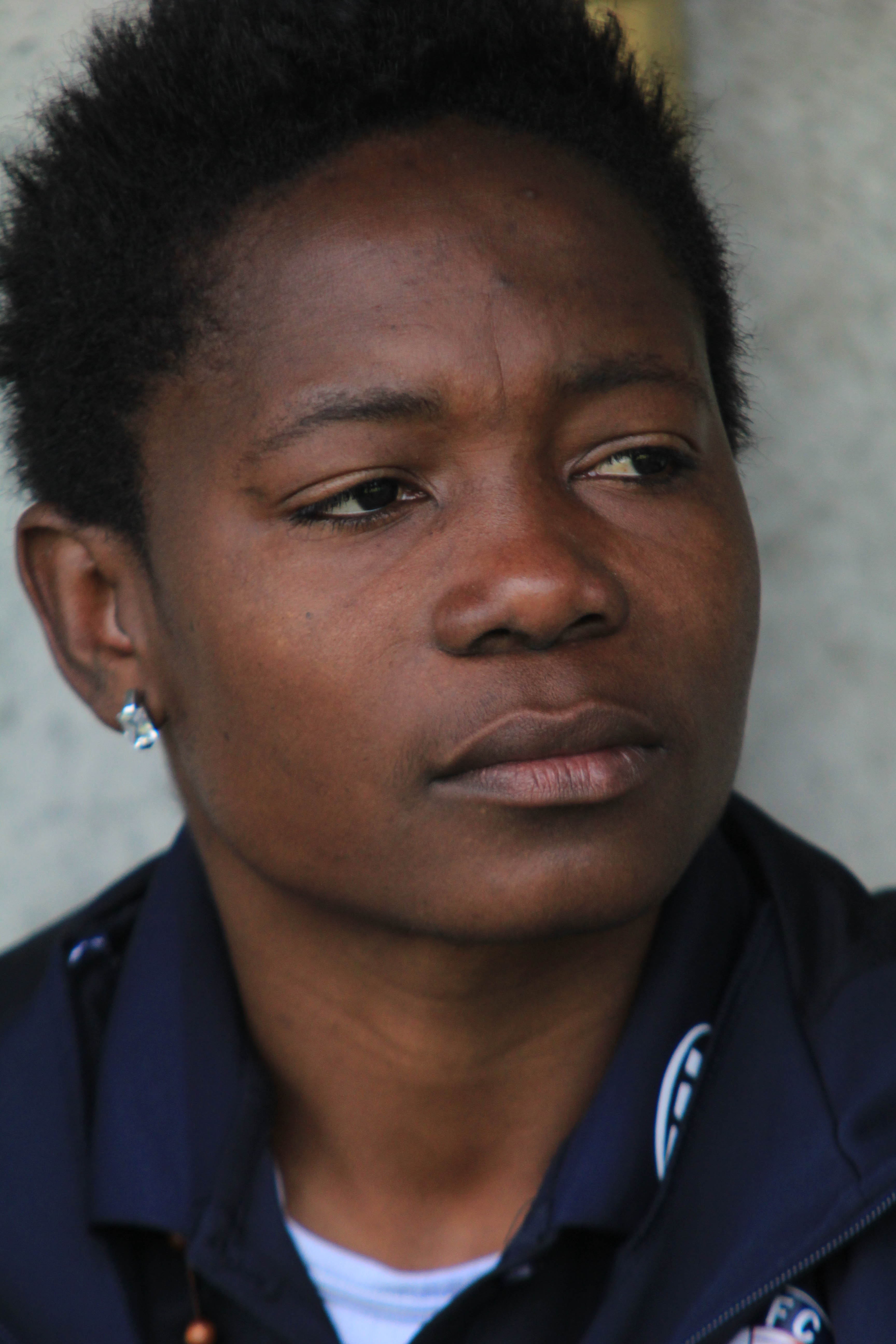
Genoveva Añonma (* 1989)

- Anonsen, Per A. (* 1942), norwegischer Filmeditor, Schauspieler, Drehbuchautor und Filmproduzent
- Anonym (* 1994), deutscher Rapper
- Anonymus, ungarischer Chronist
- Anonymus post Dionem, Autor der Spätantike
- Anonymus von 379, spätantiker Astrologe
- Anonymus von Herrieden, Geschichtsschreiber

### Anos
- Anōšazād, persischer Königssohn
- Anoschkin, Roman Sergejewitsch (* 1987), russischer Kanute
- Anossow, Dmitri Wiktorowitsch (1936–2014), russischer Mathematiker
- Anossow, Nikolai Pawlowitsch (1900–1962), sowjetischer Dirigent, Komponist und Musikpädagoge
- Anossow, Pawel Petrowitsch (1796–1851), russischer Bergbauingenieur und Metallurg

### Anou
- Anou, Abderrahmane (* 1991), algerischer Leichtathlet
- Anouilh, Jean (1910–1987), französischer Schriftsteller und Filmregisseur
- Anouk (* 1975), niederländische Sängerin
- Anoul, Pol (1922–1990), belgischer Fußballspieler
- Anouma, Jacques (* 1951), ivorischer Fußballfunktionär
- Anoumou, Coffi Roger (* 1972), beninischer Geistlicher und römisch-katholischer Bischof von Lokossa
- Anoushiravani, Sajjad (* 1984), iranischer Gewichtheber
- Anousone, Xaysa (* 1994), laotischer Hürdenläufer
- Anouzla, Ali (* 1963), marokkanischer Journalist

### Anoz
- Anozie, Nonso (* 1979), britischer SchauspielerNonso Anozie (* 1979)

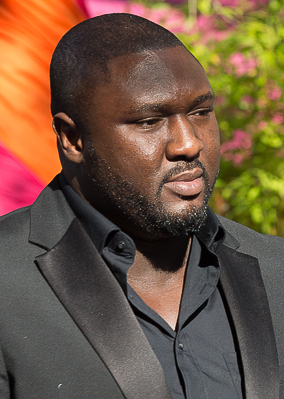
Nonso Anozie (* 1979)